# Кьюдуно
Кьюдуно (итал. Chiuduno) — коммуна в Италии, находится в регионе Ломбардия, подчиняется административному центру Бергамо.
Население составляет 5348 человек (2004), плотность населения составляет 840 чел./км². Занимает площадь 6 км². Почтовый индекс — 24060. Телефонный код — 035.
Покровителем коммуны почитается святой Люций. В коммуне 15 августа особо празднуется Успение Пресвятой Богородицы.